# Utrechtse Heuvelrug
Utrechtse Heuvelrug és un municipi de la província d'Utrecht, al centre dels Països Baixos. L'1 de gener de 2009 tenia 48.839 habitants repartits per una superfície de 134,10 km² (dels quals 1,92 km² corresponen a aigua).

## Centres de població
| Driebergen-Rijsenburg | 18.490 |
| Doorn                 | 10.052 |
| Leersum               | 7.575  |
| Amerongen             | 5.516  |
| Maarn                 | 4.651  |
| Overberg              | 1.367  |
| Maarsbergen           | 1.325  |

## Administració
| Consistori municipal 2005           | Consistori municipal 2005 | Consistori municipal 2005 |
| ----------------------------------- | ------------------------- | ------------------------- |
| Partiit                             | %                         | Regidors                  |
| VVD                                 | 21,1                      | 7                         |
| CDA                                 | 20,6                      | 6                         |
| GroenLinks                          | 13,4                      | 4                         |
| PvdA                                | 11,7                      | 4                         |
| SGP                                 | 9,0                       | 2                         |
| SP                                  | 7,2                       | 2                         |
| D66                                 | 6,4                       | 2                         |
| ChristenUnie                        | 5,6                       | 1                         |
| Burger Vertegenwoordiging Heuvelrug | 4,8                       | 1                         |
| Heuvelrug Content                   | 1,3                       | -                         |
| Total                               | 44,8                      | 29                        |